# ريان ماكجوان
ريان جيمس ماكجوان (بالإنجليزية: Ryan James McGowan)‏ (ولد في 15 أغسطس 1989 في أديليد) لاعب كرة قدم دولي أسترالي يلعب حاليًا لصالح نادي الكويت في الدوري الكويتي، لعب سابقاً لصالح نادي الشارقة الإماراتي في مركز قلب الدفاع والإرتكاز.

## روابط خارجية
- ريان ماكجوان على موقع الاتحاد الدولي (مؤرشف)  (الإنجليزية)
- ريان ماكجوان على موقع الاتحاد الأوربي (الإنجليزية)
- ريان ماكجوان على موقع قاعدة بيانات كرة القدم.إي يو (الإنجليزية)
- ريان ماكجوان على موقع ناشيونال فوتبول تيمز (الإنجليزية)
- ريان ماكجوان على موقع Soccerbase.com (لاعب) (الإنجليزية)
- ريان ماكجوان على موقع Soccerway.com (الإنجليزية)
- ريان ماكجوان على موقع عالم كرة القدم.نت (الإنجليزية)
- ريان ماكجوان على موقع AS.com (الإسبانية)